# كأس الأمير 2010–11
كأس الأمير 2010–11 هي النسخة 48 من بطولة كأس الأمير التي فاز بها نادي كاظمة بعدما تغلب على نادي الكويت في المباراة النهائية بنتبجة 1-0.